# Plaques de matrícula d'Abkhàzia

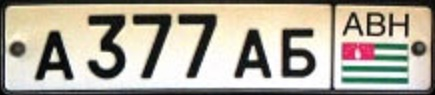
Matrícula actual As of 2008

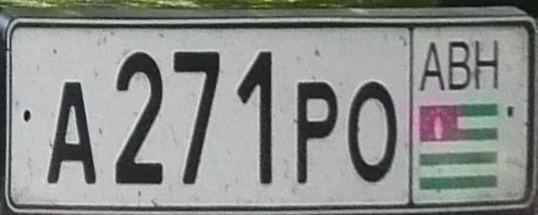
En ús

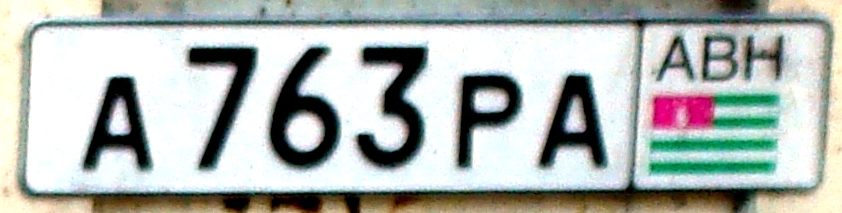
En ús

El govern de la República d'Abkhàzia, que es considera independent de Geòrgia, emet les seves pròpies plaques de matrícula per als vehicles de motor registrats en el territori que controla. El disseny de les plaques es basa en la de les matrícules russes, però les plaques d'Abkhàzia no tenen la codificació regional de les plaques russes i la substitueixen per la bandera d'Abkhàzia a la part inferior i el codi "ABH" damunt.
El sistema utilitzat consisteix en una lletra seguida de tres xifres i després dues lletres més. Les lletres són en alfabet ciríl·lic, però s'utilitzen només dotze lletres que recorden lletres de l'alfabet llatí: А, В, Е, К, М, Н, О, Р, С, Т, У i Х. La lletra Б s'utilitza per a funcionaris públics i cotxes dels seus amics (sèrie АБ ~ АБхазия/Abkhàzia).
Abans del 2004, el territori era controlat pel govern central de Geòrgia i les matrícules utilitzades eren les mateixes que a la resta del país. Però des del 2004, els vehicles amb plaques de Geòrgia estan prohibides a Abkhàzia, el mateix que passa amb les plaques de matrícula d'Abkhàzia a Geòrgia continental. Els viatges transfronterers només són possibles amb plaques russes, armènies o azeríes.